# メトロポリタン・アベニュー/ロリマー・ストリート駅
メトロポリタン・アベニュー/ロリマー・ストリート駅（Metropolitan Avenue/Lorimer Street）はブルックリン区ウィリアムズバーグにあるニューヨーク市地下鉄の複合駅で、BMTカナーシー線とINDクロスタウン線が駅舎を共有している。終日G系統（クロスタウン線）とL系統（カナーシー線）が停車する。
上層にあるBMTカナーシー線ホームはロリマー・ストリート駅、INDクロスタウン線ホームはメトロポリタン・アベニュー駅である。

## 駅構造
| 1F                     | 地上階                     | 出入口 以下にエレベーターあり - ロリマー・ストリートとメトロポリタン・アベニューの交差点北西（カナーシー線専用） - ユニオン・アベニューとメトロポリタン・アベニューの交差点南東（クロスタウン線専用） 注：各線連絡通路はバリアフリー未対応 |
| B1                     | BMT改札階                  | 改札口、駅員室、メトロカード/OMNY販売機 |
| B2 BMTホーム/IND改札階 | 相対式ホーム、右側扉が開く | 相対式ホーム、右側扉が開く |
| B2 BMTホーム/IND改札階 | 西行                       | ← 8番街駅ゆき（ベッドフォード・アベニュー駅） |
| B2 BMTホーム/IND改札階 | 東行                       | → カナーシー-ロッカウェイ・パークウェイ駅ゆき（グラハム・アベニュー駅）→ |
| B2 BMTホーム/IND改札階 | 相対式ホーム、右側扉が開く | |
| B2 BMTホーム/IND改札階 | IND改札階                  | 改札口、駅員室、メトロカード/OMNY販売機、BMT・IND間連絡通路 |
| B3 INDホーム           | 相対式ホーム、右側扉が開く | 相対式ホーム、右側扉が開く |
| B3 INDホーム           | 北行                       | ← コート・スクエア駅ゆき（ナッソー・アベニュー駅） |
| B3 INDホーム           | 南行                       | → チャーチ・アベニュー駅ゆき（ブロードウェイ駅）→ |
| B3 INDホーム           | 相対式ホーム、右側扉が開く | |

メトロポリタン・アベニュー - ユニオン・アベニュー交差点の南東角にメインエントランスがあり、両線の連絡通路に出ることができる。また、東側のメトロポリタン・アベニュー - ロリマー・ストリート交差点には直接カナーシー線ホームに下りられるエントランスがある。通路はL字形をしており、下にクロスタウン線、上にカナーシー線が通っている。この通路は下層のクロスタウン線のメザニンにもなっている。クロスタウン線メザニンから見ると、通路の右半分はカナーシー方面ホームへのスロープ、左半分は8番街駅方面ホームへのホーム下連絡通路になっている。
元々はカナーシー線とクロスタウン線を乗り換える利用者はそれぞれで運賃を支払わなければならなかった。これはカナーシー線はブルックリン・マンハッタン・トランジット社、クロスタウン線は市営のインディペンデント・サブウェイ・システムが運営しており、両者が競合していたからである。ニューヨーク市内の地下鉄網が市営に一元化されて8年後の1948年7月1日に改札内連絡通路が整備されて無料で自由に乗り換えができるようになった。
連絡通路 兼 クロスタウン線メザニンには2000年にジャッキー・チャン（Jackie Chang）が制作した Signs of Life という作品が展示されている。クロスタウン線メザニンにはニューヨーク市交通警察の分署も入っている。
2020年-2024年MTA投資計画にてエレベーターの設置計画が明示され、2024年4月1日に供用開始した。ただし、両線連絡通路のバリアフリー化が構造上不可能だったため、各線ごとにエレベーターを独立して配置した上で、OMNY利用者に限り改札外での無料乗換という措置が取られている。

## INDクロスタウン線
INDクロスタウン線 メトロポリタン・アベニュー駅（Metropolitan Avenue）は1937年7月1日のクロスタウン線ナッソー・アベニュー駅 - ホイト-スカーマーホーン・ストリーツ駅間延伸に合わせて開業した相対式ホーム2面2線を有する地下駅である。駅名標のモザイクタイルには開業当時の駅名 Metropolitan Avenue – Grand Street とINDの乗換案内表示 "To Street and Transfer" が残っている。
メザニンはホームの全長に渡っているが、中央部と南側は警察署とMTAの業務用スペースおよびオフィスになっている。南側出口は非常口になっており、グランド・ストリートに出ることができる。駅中央部にある出口は廃止されて塞がれている。

### 画像

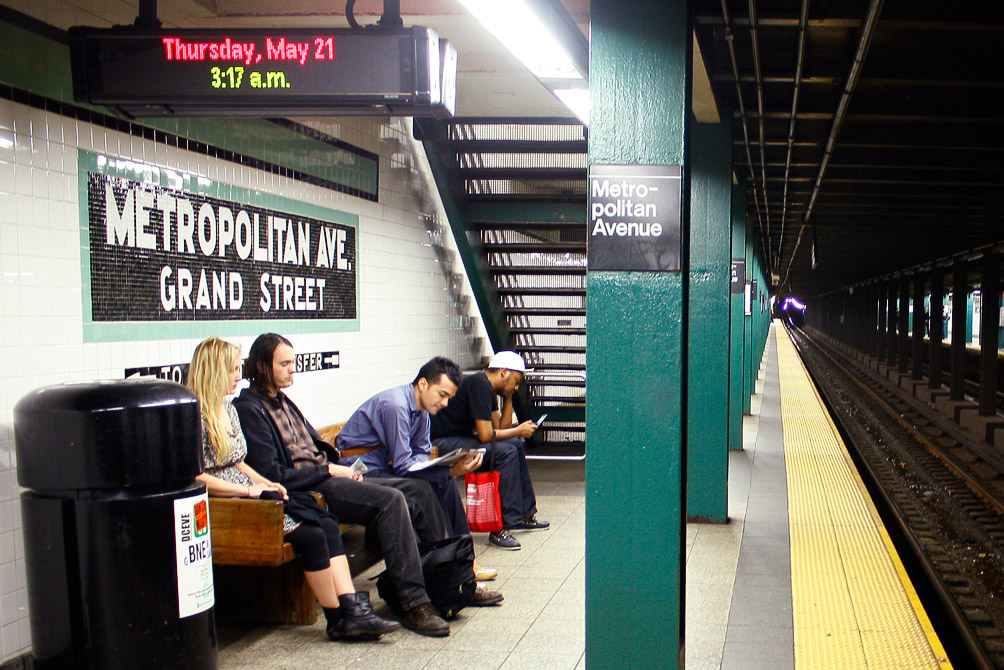
ホーム
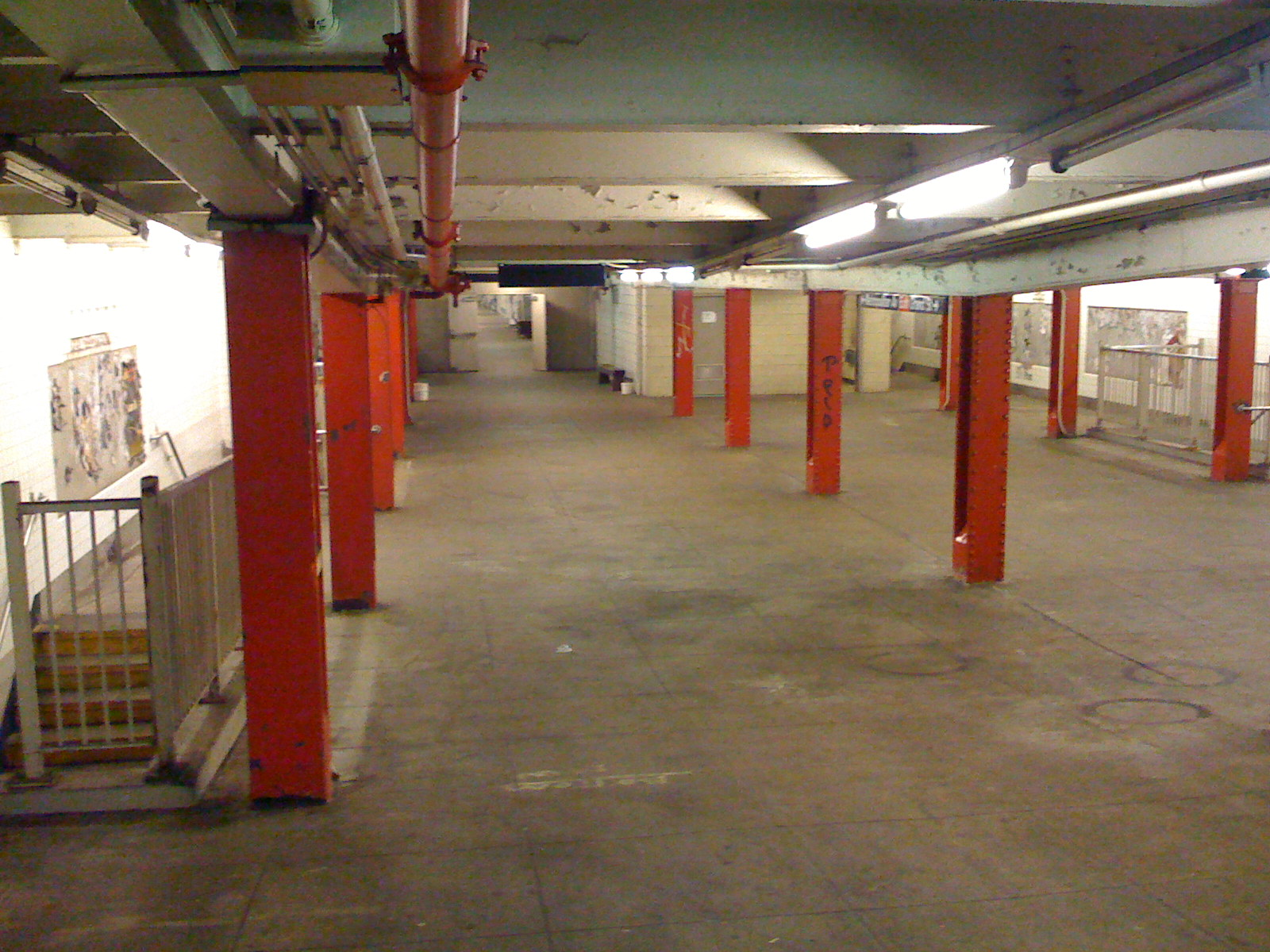
閉鎖された出口
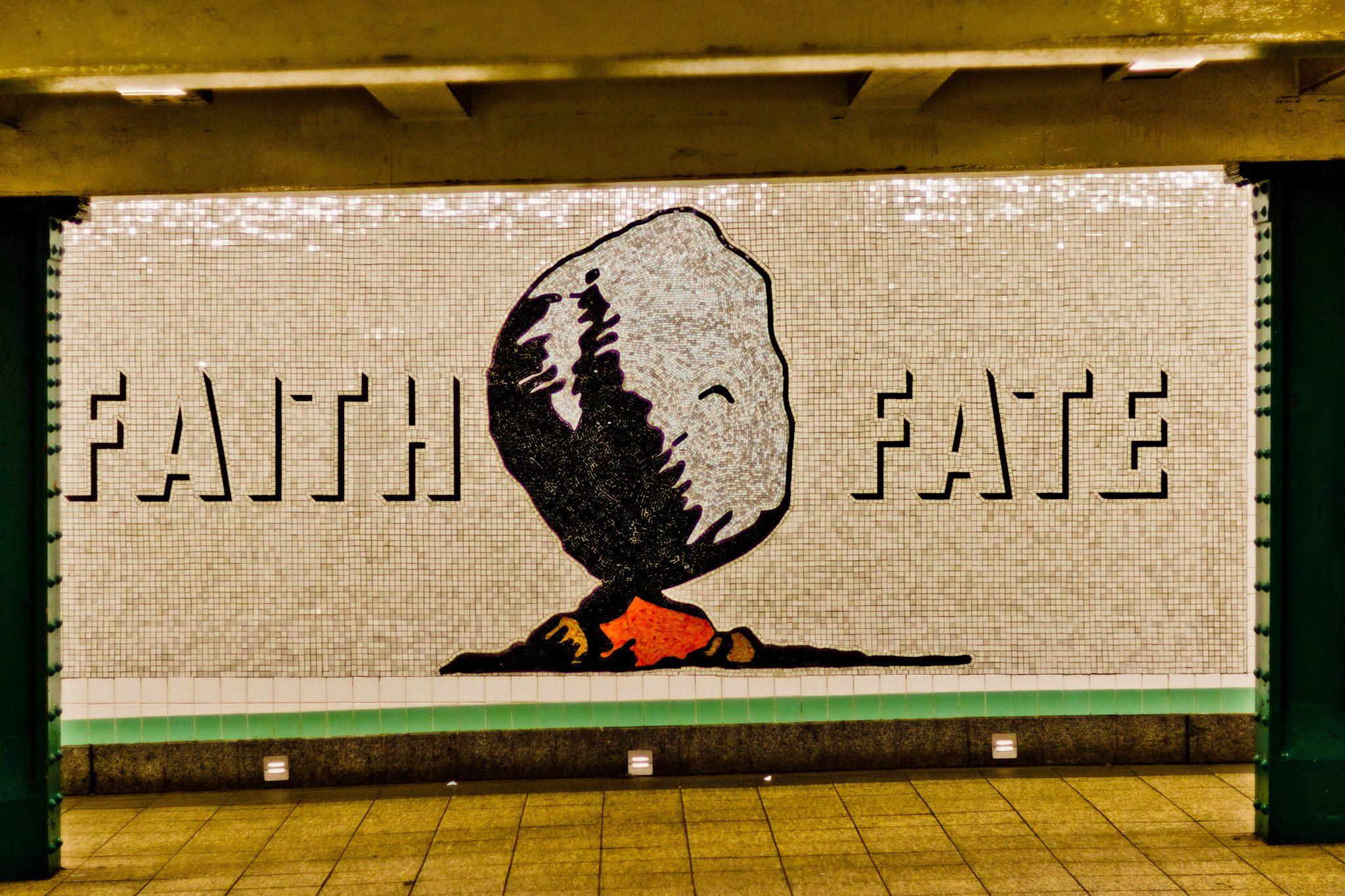
ジャッキー・チェン（Jackie Chang）の作品

## BMTカナーシー線
BMTカナーシー線 ロリマー・ストリート駅（Lorimer Street）は1924年9月21日にデュアル・コントラクツのもとでマンハッタンの6番街駅からモントローズ・アベニュー駅まで建設されたカナーシー線地下区間の初期開業区間の駅として開業した相対式ホーム2面2線の地下駅である。
ロリマー・ストリートにある入口は駅上のメザニンに繋がっている。また、ユニオン・アベニューにある入口からは直接マンハッタン方面ホームに下りることができる。

### 画像

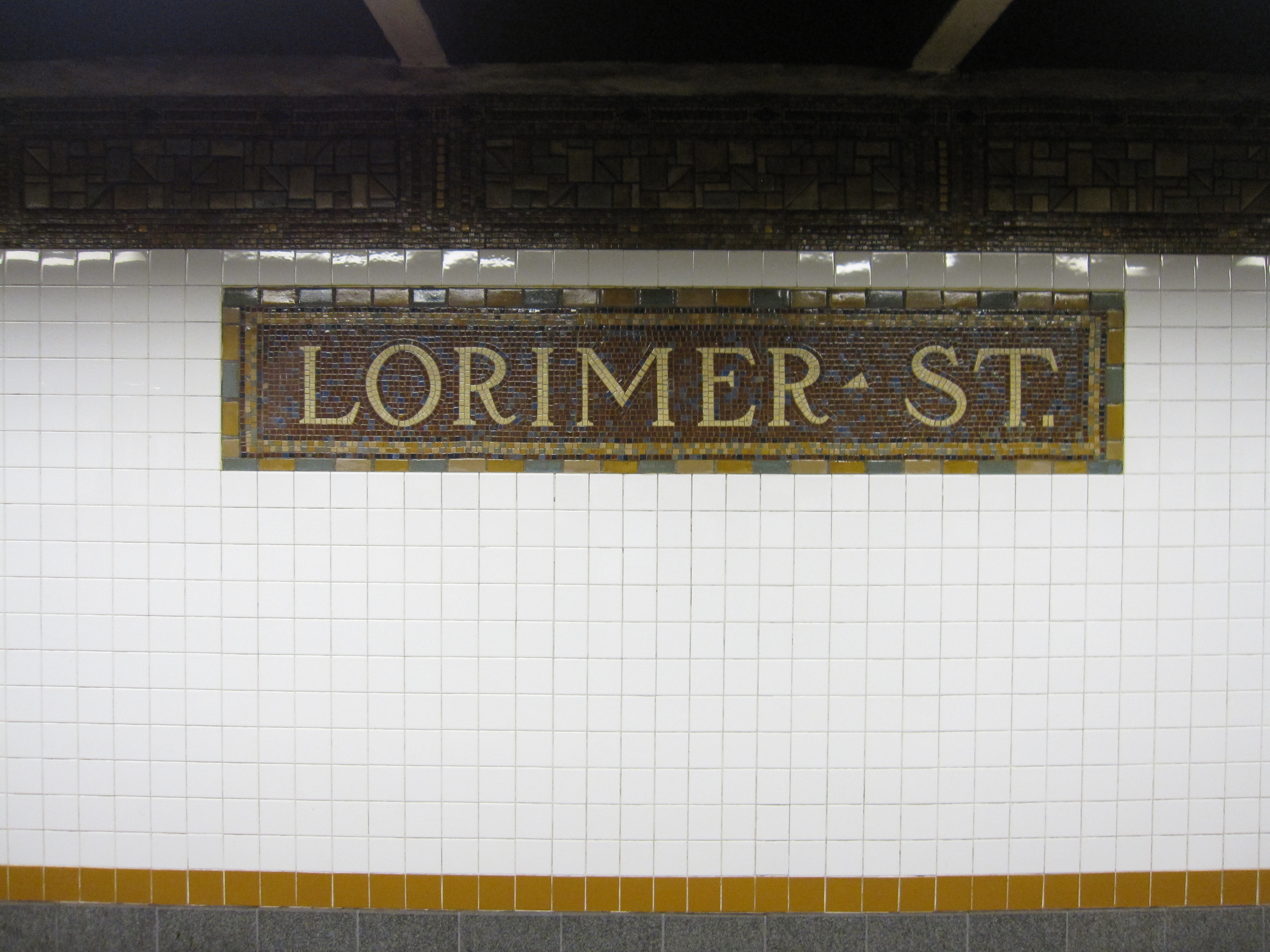
ロリマー・ストリート駅の駅名標
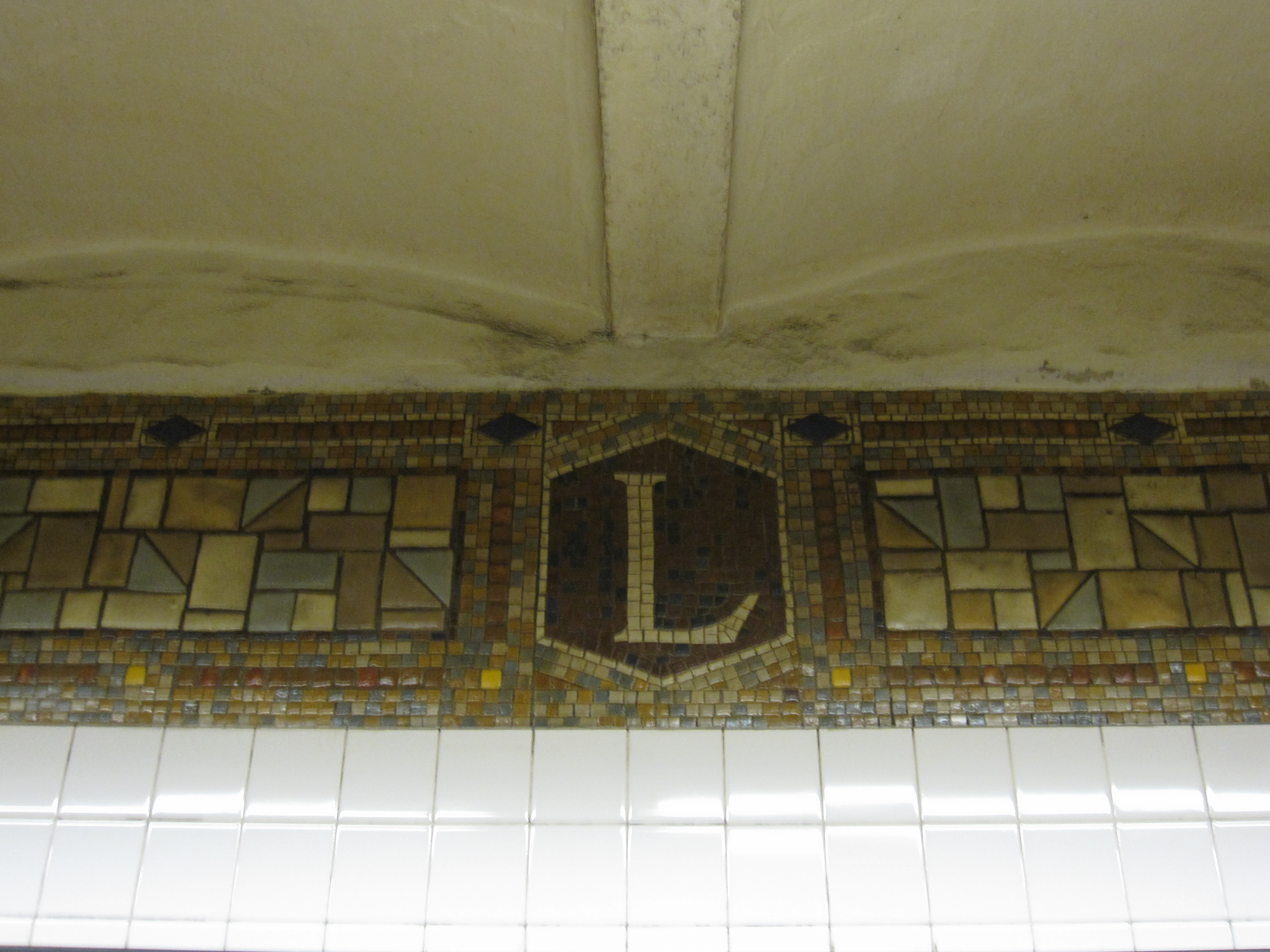
ロリマー・ストリート駅の略字（"L"）モザイク
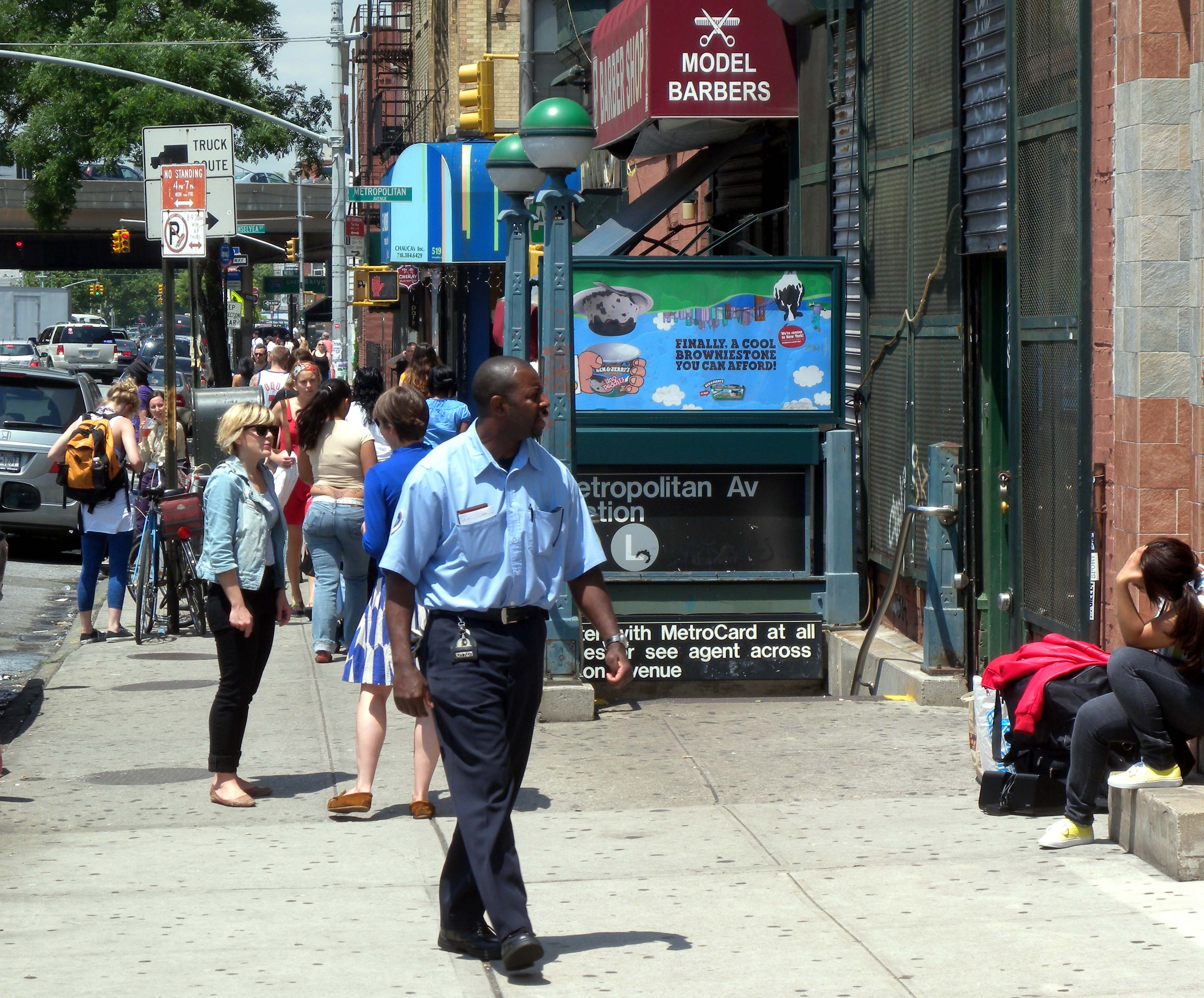
メトロポリタン・アベニューへの階段